# Maximilian Benz
Maximilian Benz (* 1983 in München) ist ein deutscher Germanist, Literaturwissenschaftler und Hochschullehrer.

## Leben
Das Studium der deutschen und klassischen Philologie sowie der Erziehungswissenschaften an den Universitäten in München und Berlin schloss er 2009 mit dem Staatsexamen ab. Von 2009 bis 2012 hatte Benz Lehraufträge an der HU Berlin inne. 2012 wurde er dort mit einer Arbeit zu spätantiken und frühmittelalterlichen Jenseitsreisen promoviert. Es folgte eine Anstellung als wissenschaftlicher Oberassistent am Deutschen Seminar der Universität Zürich, wo er sich 2019 habilitierte. 2020 wurde Maximilian Benz in das Heisenberg-Programm der Deutschen Forschungsgemeinschaft aufgenommen, woraus seine Professur für Deutsche Literatur des Mittelalters und der Frühen Neuzeit an der Universität Bielefeld erwuchs. Seit 2023 war Maximilian Benz stellvertretender Sprecher des SFB 1288 „Praktiken des Vergleichens“. 2022/23 war Benz Fellow am Wissenschaftskolleg zu Berlin.
Zusammen mit Andreas Bihrer, Ulrich L. Lehner, Andreas Mauz und Aleksandra Prica gibt er die 2023 gegründete Fachzeitschrift Pietas litterata heraus.

## Veröffentlichungen (Auswahl)
- Gesicht und Schrift. Die Erzählung von Jenseitsreisen in Antike und Mittelalter (= Quellen und Forschungen zur Literatur- und Kulturgeschichte. Band 78). Berlin / Boston 2013.
- Kartâgô in Heinrichs von Veldeke Eneasroman. In: Therese Fuhrer, Felix Mundt, Jan Stenger (Hrsg.): Cityscaping. Konstruktionen und Modellierungen von Stadtbildern in Literatur, Film und bildendender Kunst. Berlin 2015, S. 155–178.
- mit Katrin Dennerlein (Hrsg.): Räume der Herkunft. Beiträge zu einer historischen Narratologie (= Narratologia. Band 51). Berlin / Boston 2016.
- Die Geburt des Purgatoriums im Medium legendarischen Erzählens. In: Elke Koch, Heike Schlie (Hrsg.): Orte der Imagination – Räume des Affekts. Die mediale Formung des Sakralen. München 2016, S. 389–402.
- Fragmente einer Sprache der Liebe 1200 (= Mediävistische Perspektiven. Band 6). Zürich 2018.
- München 1510. Ein Schauspiel vom Tode. In: Christian Kiening, Martina Stercken (Hrsg.): Medialität. Historische Konstellationen (= Medienwandel – Medienwissen – Medienwechsel. Band 42). Zürich 2019, S. 247–256.
- mit Julia Weitbrecht, Andreas Hammer, Elke Koch, Nina Nowakowski, Stephanie Seidl, Johannes Traulsen: Legendarisches Erzählen. Optionen und Modelle in Spätantike und Mittelalter (= Philologische Studien und Quellen. Band 273). Berlin 2019.
- Mittelhochdeutsche Erzählverfahren und theologisches Wissen. Bausteine einer historisch spezifischen Narratologie. In: Poetica 50 (2019), S. 53–82.
- Arbeit an der Tradition. Studien zur literarhistorischen Stellung und zur poetischen Struktur der Werke Rudolf von Ems (= Philologie der Kultur. Band 16). Würzburg 2022.
- ‚Asynchronien‘ im Labyrinth der Literatur. Zu Heinrichs von dem Türlin Crône. In: Jutta Eming, Johannes Traulsen (Hrsg.): Asynchronien. Formen verschränkter Zeit in der Vormoderne (= Berliner Mittelalter- und Frühneuzeitforschung. Band 27). Göttingen 2022, S. 191–203.
- ‚pallium‘, ‚tunica‘, ‚chlamys‘. Ein Kleiderwettstreit im legendarischen Erzählen. In: Bent Gebert (Hrsg.): Wettkämpfe in Literaturen und Kulturen des Mittelalters. Riskante Formen und Praktiken zwischen Kreativität und Zerstörung (= Trends in Medieval Philology. Band 43). Berlin/Boston 2023, S. 137–154.
- Die Schönheit der Praxis. Christliche Lebenskunst an der Schwelle zur Neuzeit (Thomas von Kempen, De imitatione Christi). In: Pietas litterata 1 (2023), S. 46–75.
- Der fremde Text. Zur kulturgenerierenden Leistung der Rezeption biblischer Texte als Grundlegung mittelalterlicher Kultur. In: Cornelia Herberichs u. a. (Hrsg.): Paradigmen und Perspektiven einer Mediävistischen Komparatistik (= Scrinium Friburgense. Band 57). Wiesbaden 2023, S. 153–182.